# Imbituva (kommun)
Imbituva är en kommun i Brasilien.   Den ligger i delstaten Paraná, i den södra delen av landet, 1 100 km söder om huvudstaden Brasília. Antalet invånare är 28 455.
Följande samhällen finns i Imbituva:
- Imbituva

I omgivningarna runt Imbituva växer i huvudsak städsegrön lövskog. Runt Imbituva är det ganska glesbefolkat, med 26 invånare per kvadratkilometer.